# Zagłębie Stanisławowskie

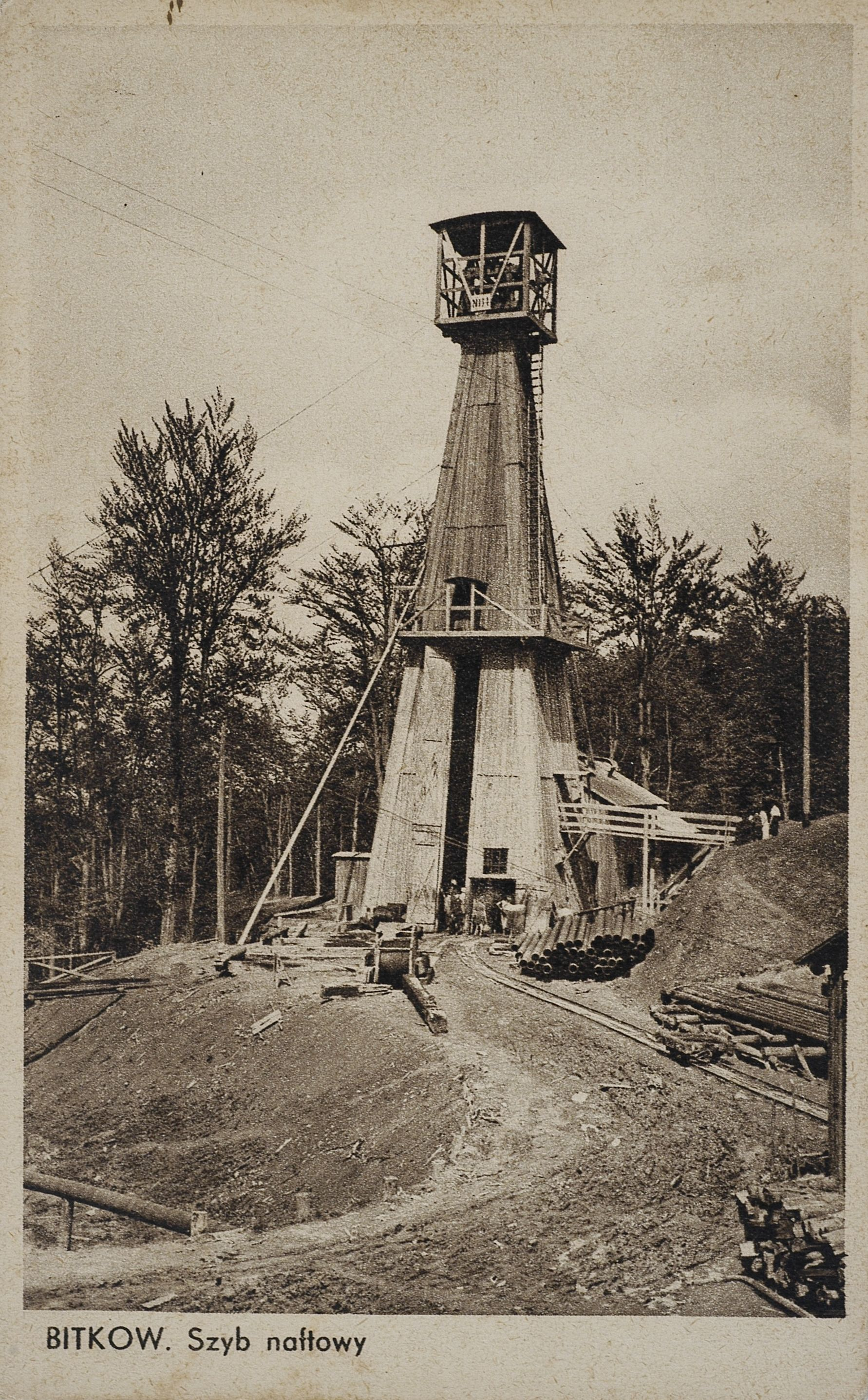
Szyb naftowy w Bitkowie, pocztówka, ok. 1930

Zagłębie Stanisławowskie (Okrąg Stanisławowski) – region ekonomiczny wyróżniany za czasów II Rzeczypospolitej, należący w tym czasie do Polski (obecnie na Ukrainie), skupiony głównie w województwie stanisławowskim dookoła miasta Stanisławów (obecnie Iwano-Frankiwsk). Ośrodek wydobycia węgla brunatnego, ozokerytu , ropy naftowej i gazu ziemnego, soli kamiennej i potasowej w okresie międzywojennym.

## Historia wydobycia ropy naftowej w regionie
Ropa naftowa była znana od dawna w rejonie Kołomyi, znalazła ona zastosowanie jako smar do kół czy też jako środek leczniczy. Pierwsze istotne dla przemysłu odkrycie ropy naftowej w tym rejonie miało miejsce w Słobodzie Rungurskiej w 1771 roku, podczas drążenia w kopalni soli na głębokości 25 m. Od tego roku podjęto wydobycie ropy w Słobodzie, które trwało ponad 100 lat . W 1781 roku pracowało już 10 kopalń i studni ropy, przy łącznym wydobyciu ok. 150 ton dziennie. W 1885 r. osiągnięto maksymalne roczne wydobycie ropy na poziomie 200 tys. baryłek przy pracy ponad 100 studni .

## Rozmieszczenie kopalń

### Ośrodki wydobycia węgla brunatnego
- Dżurów – kopalnia węgla brunatnego Leopold[7]
- Glińsko – kopalnia Handlowa[7]
- Potylicz – Kopalnie Alfred II (Roman II) i Rudy Żelazne[7]

### Ośrodki wydobycia ropy naftowej

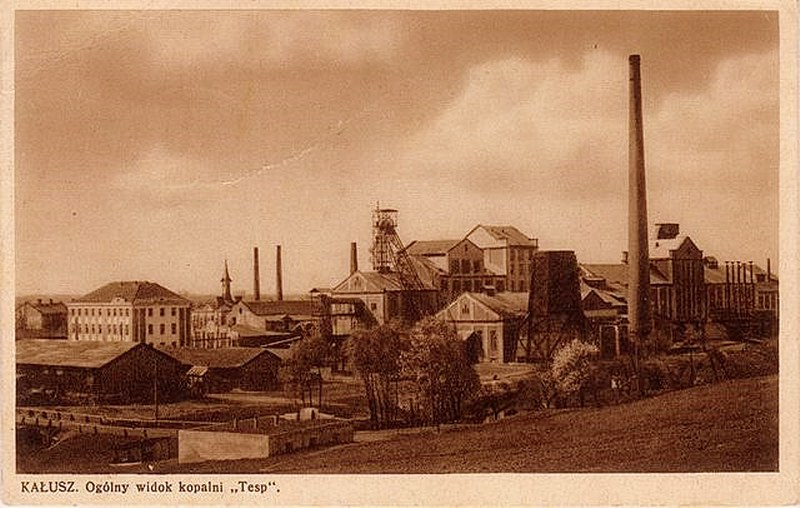
Kopalnia soli potasowych w Kałuszu, pocztówka, ok. 1930

Główne lokalizacje: Bitków, Duba, Dźwiniacz, Jabłonka (powiat Bohorodczany), Kosmacz, Kosmacz, Nadwórna, Pasieczna, Peczeniżyn, Pniów, Pobuk, Rosulna, Rypne, Słoboda Rungurska, Stryj, Synowódzko Wyżne, Urycz, Witwica.
Wydobycie ropy naftowej utrzymywało się w latach 1913–1937 na poziomie co najmniej 40 tys. ton rocznie przy zatrudnieniu ok. 1500 robotników, co stanowiło wówczas od 4 do 9% całości polskiego wydobycia ropy (za pozostałe wydobycie odpowiadały okręgi jasielski i drohobycki ). Z wydobytej ropy uzyskiwano na miejscu gazolinę (ok. 4 tys. ton rocznie) oraz inne produkty rafinacji ropy naftowej (ok. 9 tys. ton rocznie).

### Ośrodki wydobycia gazu ziemnego
Główne lokalizacje: Rypne, Duba, Perehińsko, Bitków, Pasieczna, Majdan-Rosólna, Słoboda Rungurska. Wydobyty gaz stanowił około 8,87% całości krajowej produkcji gazu w 1935 roku.

### Ośrodki wydobycia soli kamiennej i potasowej

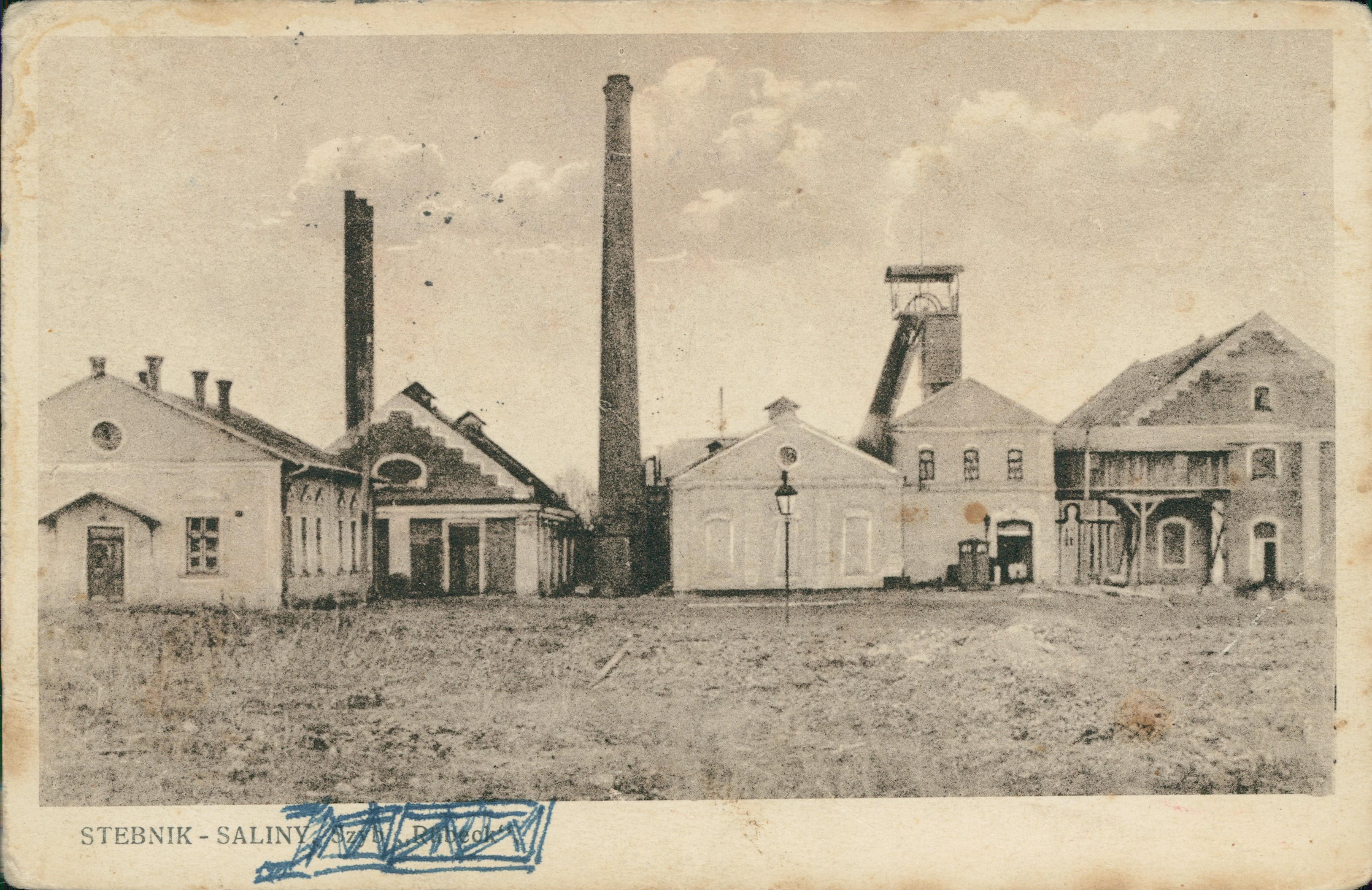
Saliny w Stebniku, pocztówka z 1937

Główne lokalizacje: Kałusz, Hołyń, Stebnik  – 100% wydobycia soli potasowej (kainit, sylwinit, karnalit, langbajnit ) w Polsce w roku 1937.
Warzelnie soli: Kosów (również wydobycie soli kamiennej), Lacko, Łanczyn, Stebnik .

### Ośrodki wydobycia ozokerytu
Główne lokalizacje: Dźwiniacz, Stanisławów, Starunia . Ozokeryt w okresie międzywojennym wydobywano wyłącznie w Zagłębiu Stanisławowskim i Borysławsko-Drohobyckim Zagłębiu Naftowym . W pierwszym z nich jednak kopalnie zostały unieruchomione przed 1924 r. z przyczyn finansowych, jak i z uwagi na gorszą jakość uzyskiwanego ozokerytu .

## Nazewnictwo po 1945 r.
Obecnie tereny Zagłębia Stanisławowskiego, jak i Borysławsko-Drohobyckiego Zagłębia Naftowego są określane zbiorczym mianem naftowo-gazowego Zagłębia Zachodnioukrainskiego, obok Zagłębia Wschodnioukraińskiego i Południowoukraińskiego, jakkolwiek złoża naftowe zostały już w większości wyczerpane. Odkryto jednak nowe istotne złoża gazu na Zakarpaciu.